# Tiszasüly
Tiszasüly est un village et une commune du comitat de Jász-Nagykun-Szolnok en Hongrie.

## Histoire
La nef de l'église date du XIVe siècle, le chœur gothique du XVe siècle.